# 4 سبتمبر
- السبت
- الأحد
- الاثنين
- الثلاثاء
- الأربعاء
- الخميس
- الجمعة

- 307 ربيع الأول 1447  هـ
- 318 ربيع الأول 1447  هـ
- 19 ربيع الأول 1447  هـ
- 210 ربيع الأول 1447  هـ
- 311 ربيع الأول 1447  هـ
- 412 ربيع الأول 1447  هـ
- 513 ربيع الأول 1447  هـ
- 614 ربيع الأول 1447  هـ
- 715 ربيع الأول 1447  هـ
- 816 ربيع الأول 1447  هـ
- 917 ربيع الأول 1447  هـ
- 1018 ربيع الأول 1447  هـ
- 1119 ربيع الأول 1447  هـ
- 1220 ربيع الأول 1447  هـ
- 1321 ربيع الأول 1447  هـ
- 1422 ربيع الأول 1447  هـ
- 1523 ربيع الأول 1447  هـ
- 1624 ربيع الأول 1447  هـ
- 1725 ربيع الأول 1447  هـ
- 1826 ربيع الأول 1447  هـ
- 1927 ربيع الأول 1447  هـ
- 2028 ربيع الأول 1447  هـ
- 2129 ربيع الأول 1447  هـ
- 2230 ربيع الأول 1447  هـ
- 231 ربيع الآخر 1447  هـ
- 242 ربيع الآخر 1447  هـ
- 253 ربيع الآخر 1447  هـ
- 264 ربيع الآخر 1447  هـ
- 275 ربيع الآخر 1447  هـ
- 286 ربيع الآخر 1447  هـ
- 297 ربيع الآخر 1447  هـ
- 308 ربيع الآخر 1447  هـ
- 19 ربيع الآخر 1447  هـ
- 210 ربيع الآخر 1447  هـ
- 311 ربيع الآخر 1447  هـ

4 سبتمبر أو 4 أيلول أو يوم 4 \ 9 (اليوم الرابع من الشهر التاسع) هو اليوم السابع والأربعون بعد المئتين (247) من السنوات البسيطة، أو اليوم الثامن والأربعون بعد المئتين (248) من السنوات الكبيسة وفقًا للتقويم الميلادي الغربي (الغريغوري). يبقى بعده 118 يوما لانتهاء السنة.

## أحداث
- 1870 - هزيمة قوات إمبراطور فرنسا نابليون الثالث أمام القوات الألمانية، ووقوعه أسيرًا في يد الألمان.
- 1888 - المخترع الأمريكي جورج إيستمان يسجل الماركة التجارية إيستمان كوداك.
- 1899 - الجيش المصري يرفع الرايتين المصرية والبريطانية فوق قصر حاكم السودان.
- 1909 - نهاية الإضراب السويدي العام.
- 1932 - فرنسا وبولندا توقعان على اتفاقية للمساعدة المتبادلة بينهما.
- 1948 - فيلهامينا ملكة هولندا تتنازل عن العرش لابنتها يوليانا.
- 1953 - انعقاد الدورة الأولى «لمجلس الدفاع العربي المشترك» في القاهرة.
- 1970 - انتخاب سلفادور أليندي رئيسًا لتشيلي.
- 1974 - الولايات المتحدة تقرر إقامة علاقات دبلوماسية مع ألمانيا الشرقية لتكون آخر دولة غربية تقيم علاقات مع الدولة الشيوعية التي أقيمت بالشطر الشرقي من ألمانيا بعد الحرب العالمية الثانية.
- 1977 - انضمام جيبوتي إلى جامعة الدول العربية.
- 1981 - اغتيال السفير الفرنسي في لبنان «لويس دو لامار».
- 1990 - الرئيس الأمريكي جورج بوش الأب يعفي مصر من ديونها العسكرية.
- 1997 - عملية للمقاومة الفلسطينية في القدس المحتلة تسفر عن مقتل سبعة أشخاص وجرح 150 آخرين.
- 1998 - تأسيس محرك البحث غوغل على يد سيرجي برين ولاري بايج.
- 1999 - وقوع أولى تفجيرات الشقق الروسية في بويناكسك التي أودت بحياة 293 شخصًا وإصابة 651 آخرين.
- 2010 - السلطات البحرينية تعلن تفكيك شبكة سرية وإحباط مخططات إرهابية تستهدف المساس بالأمن الوطني وتقويض الوحدة الوطنية وتخريب الممتلكات العامة والخاصة.
- 2013 - إبراهيم أبو بكر كيتا يتولى منصب رئاسة مالي كخامس رئيس لمالي خلفا لديونكوندا تراوري.
- 2014 -
  - عُلماء آثار يُعلنون اكتشافهم أقدم عملٍ فنيٍّ تجريديٍّ يُنسب إلى إنسان نياندرتال في كهف گورام البحري، بجبل طارق.
  - القاعدة تعلن عن تأسيس فرع جديد لها في شبه القارة الهندية.
- 2015 -
  - الانتخابات البلدية والجهوية المغربية تفرز عن تصدر حزب العدالة والتنمية للانتخابات الجهوية، وحزب الأصالة والمعاصرة للانتخابات البلدية.
  - مقتل 45 جنديا إماراتيا و32 يمنيا و10 سعوديين و5 بحرينيين من قوة التحالف العربي في قصف بصاروخ توشكا في مأرب شمال اليمن.
  - تشييع جثمان اللاجئ السوري الطفل آيلان الكردي بعد وفاته غرقا في سواحل تركيا.
  - اغتيال الشيخ الدُرزي أبو فهد وحيد البلعوس المُعارض لِلنظام السوري باستهداف سيارته بمنطقة عين المرج في مُحافظة السويداء.
- 2016 - البابا فرنسيس يعلن الأم تريزا قديسةً في الكنيسة الكاثوليكيَّة تقديرًا لخدماتها وتضحياتها الإنسانية.
- 2017 -
  - فيضاناتٌ موسميَّة تتسبب بِمقتل قرابة 1،300 شخص في كُلٍ من الهند وباكستان والنيبال وبنغلاديش.
  - المنظمة الإسلامية للتربية والعلوم والثقافة تُصدرُ بيانًا تُطالب فيه لجنة جائزة نوبل بِسحب جائزتها للسلام من رئيسة وزراء ماينمار أون سان سو تشي بعد اتهامها بدعم المجازر ضد المسلمين في بلادها.
- 2018 - إعصار جيبي الاستوائي يضرب اليابان مُخلفًا 16 قتيلًا وأضرارًا كبيرة في منطقة كانساي.
- 2023 - تعيين الجنرال بريس أوليغي رئيسًا انتقاليًّا للغابون بعد الانقلاب الذي أزيح على أثره علي بونغو عن السلطة.

## مواليد
- 1768 - الفيكونت دوشاتوبريان، أديب وشاعر فرنسي.
- 1824 - أنطون بروكنر، مؤلف موسيقي نمساوي.
- 1833 - كريستوف فريدريش هيغيلماير، فيزيائي وعالم نبات ألماني.
- 1896 - أنطونين أرتو، شاعر وممثل فرنسي.
- 1913 -
  - كنزو تانغه، مهندس معماري ياباني.
  - ستانفورد مور، عالم كيمياء حيوية أمريكي حاصل على جائزة نوبل في الكيمياء عام 1972.
- 1926 - إلياس الهراوي، رئيس الجمهورية اللبنانية.
- 1934 -
  - كليف غرانجر، اقتصادي ويلزي حاصل على جائزة نوبل في العلوم الاقتصادية عام 2003.
  - إدوارد خيل، مغني روسي.
- 1953 - فاتح تريم، لاعب ومدرب كرة قدم تركي.
- 1958 - إنعام الربيعي، ممثلة عراقية.
- 1962 - شينيا ياماناكا، طبيب ياباني حاصل على جائزة نوبل في الطب عام 2012.
- 1971 - مايك تايلور، لاعب كرة قدم أيرلندي شمالي.
- 1975 - مارك رونسون، موسيقي إنجليزي.
- 1976 - دنيلسون ناسيمينتو، لاعب كرة قدم برازيلي.
- 1979 -
  - أحمد إيراج، ممثل إيراني يعمل في الكويت.
  - نادين الراسي، ممثلة لبنانية.
- 1981 - ريتشارد غارسيا، لاعب كرة قدم أسترالي.
- 1983 - منة فضالي، ممثلة مصرية.

## وفيات
- 1063 - طغرل بك، سلطان سلجوقي.
- 1963 - روبرت شومان، رئيس وزراء فرنسا.
- 1965 - ألبرت شوايتزر، فيلسوف ألماني حاصل على جائزة نوبل للسلام عام 1952.
- 1992 - خليل أبو حمد، سياسي ومحامي لبناني.
- 1997 - ألدو روسي، معماري إيطالي.
- 2006 -
  - جاشينتو فاكيتي، لاعب كرة قدم إيطالي ورئيس نادي إنتر ميلان.
  - ستيف إروين، خبير بالطبيعة وشخصية تلفزيونية أسترالية.
- 2010 - محيي الدين اللباد، رسام وفنان تشكيلي مصري.
- 2011 - عائشة بنت محمد الخامس، أميرة علوية من الأسرة المالكة في المغرب.
- 2015 - أبو فهد وحيد البلعوس، شيخ دُرزي سُوري مُعارض للنظام.
- 2021 - شفيق الغبرا، أكاديمي ومحلل سياسي كويتي من أصلٍ فلسطيني.
- 2022 - إلياس الزيات، فنان تشكيلي سوري.

## أعياد ومناسبات
- عيد المهاجرين في الأرجنتين.
- يوم مهنة الصحافة في الولايات المتحدة.

## وصلات خارجية
- وكالة الأنباء القطريَّة: حدث في مثل هذا اليوم.
- النيويورك تايمز: حدث في مثل هذا اليوم.
- BBC: حدث في مثل هذا اليوم.